# Lễ hội Gạo Quốc tế

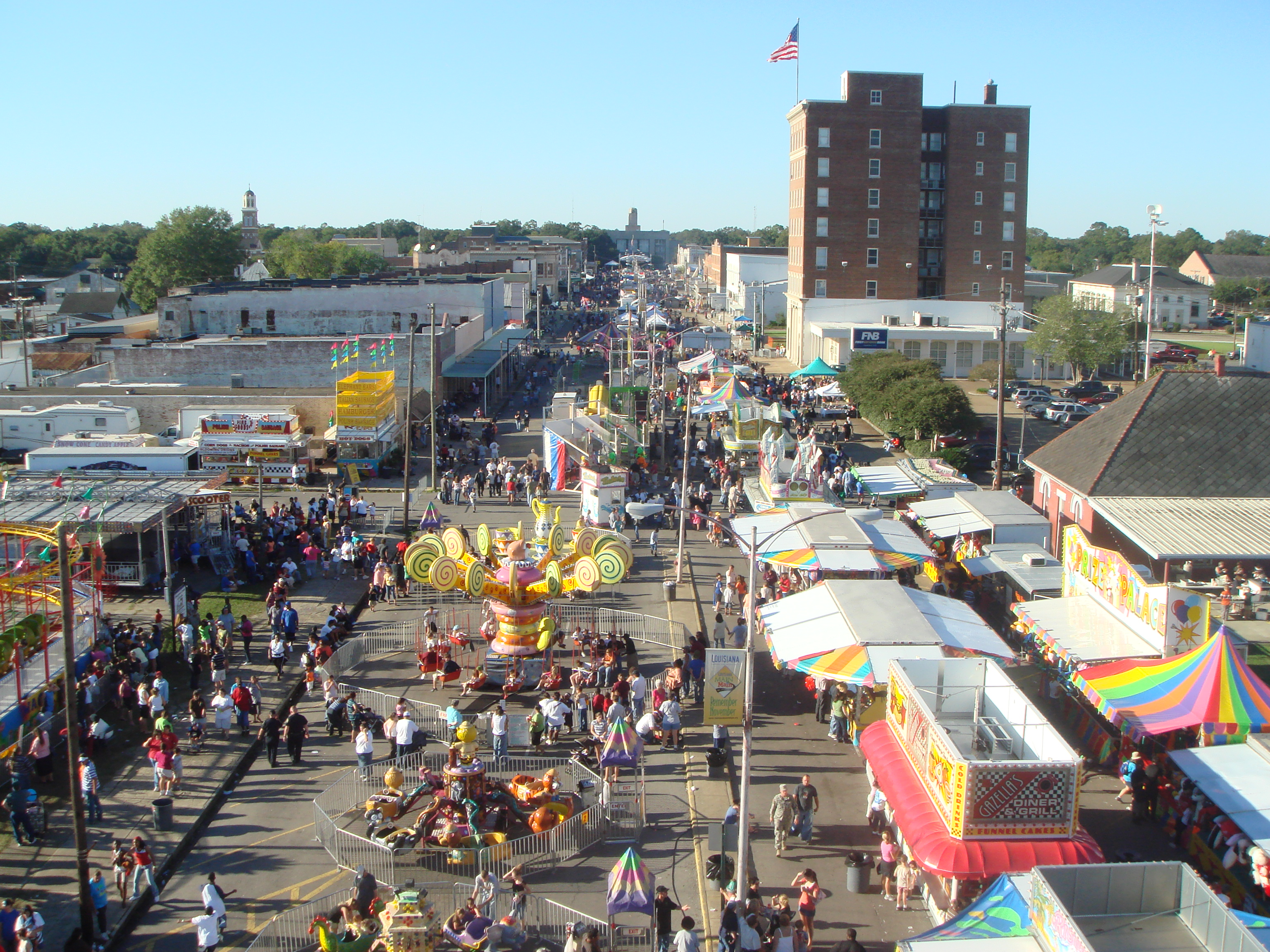
Đường phố chính trong Lễ hội Lúa gạo Quốc tế năm 2007

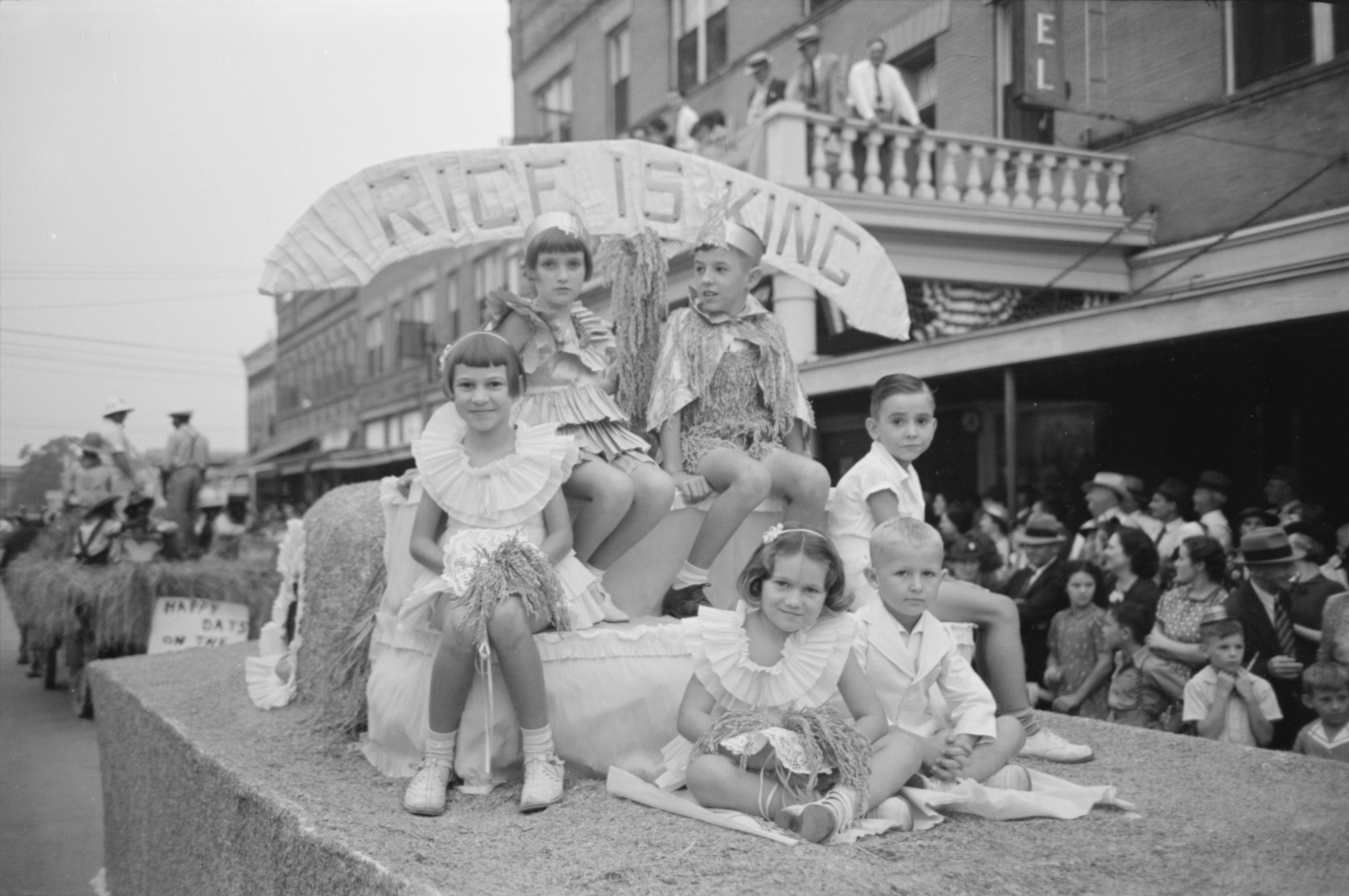
Trẻ em diễn hành trong lễ hội năm 1938.

Lễ hội Gạo Quốc tế hay Liên hoan Lúa gạo Quốc tế (International Rice Festival) là lễ hội được tổ chức hàng năm vào cuối tuần thứ ba của tháng 10 tại Crowley, Louisiana, để vinh danh lúa và gạo. Sự kiện này là lễ hội nông nghiệp lâu đời nhất tại Louisiana, và là một trong những lễ hội lớn nhất tiểu bang. Lễ hội đầu tiên được tổ chức vào ngày 5 tháng 10 năm 1937 như là "Lễ hội Lúa gạo Quốc gia" (National Rice Festival), và được đổi tên thành Lễ hội Lúa gạo Quốc tế vào năm 1946 khi lễ hội đã được nối lại sau khi gián đoạn trong suốt quá trình Thế chiến II. Kể từ khi khởi đầu của lễ hội, hàng năm có hơn bảy triệu người đã tham dự sự kiện này 
Ngoài những sự kiện trưng bày và giới thiệu sản phẩm nông nghiệp, có hai cuộc diễn hành, cuộc diễn hành lớn nhất là vào ngày Thứ bảy. Có một cuộc thi nấu cơm, một cuộc thi ăn cơm, bữa tiệc nông dân và khiêu vũ. Ngoài ra còn có các chương trình giải trí và ca nhạc liên tục từ sáng sớm đến nửa đêm và triển lãm nghệ thuật và hàng thủ công